# Chaudefonds-sur-Layon
Chaudefonds-sur-Layon é uma comuna francesa na região administrativa da Pays de la Loire, no departamento de Maine-et-Loire. Estende-se por uma área de 14,77 km². Em 2010 a comuna tinha 962 habitantes (densidade: 65,1 hab./km²).